# پیتزونی
پیتزونی (به ایتالیایی: Pizzoni) یک منطقهٔ مسکونی در ایتالیا است که در استان ویبو والنتیا واقع شده‌است.

## خصوصیات
پیتزونی ۲۳٫۲ کیلومترمربع مساحت و ۱٬۲۸۲ نفر جمعیت دارد و ۲۵۰ متر بالاتر از سطح دریا واقع شده‌است.